# 韓肅儉
韓肅儉（？—？），山東省兗州府滋陽縣人，清朝政治人物、進士出身。
光緒二十四年（1898年），参加光緒戊戌科殿試，登進士二甲126名。同年五月，以主事分部学习。